# Anabantoidis
Els anabantoidis (Anabantoidei) són un subordre de peixos teleostis de l'ordre perciformes. Són d'aigua dolça i estan distribuïts per Àsia i Àfrica. Coneguts vulgarment com a laberíntics o anabàntids a causa que tenen un òrgan que els permet respirar aire. Són peixos de mida petita o mitjana que habiten principalment ambients d'aigües estancades. Tenen gran importància en l'aquariofília.

## Distribució geogràfica
Els laberíntics són principalment oriünds de l'est d'Àsia. Es poden trobar a Corea, al sud de la Xina, Malàisia, Filipines i l'Índia. Només els dels gèneres Ctenopoma i Microtenopoma habiten en aigües africanes.

## Morfologia

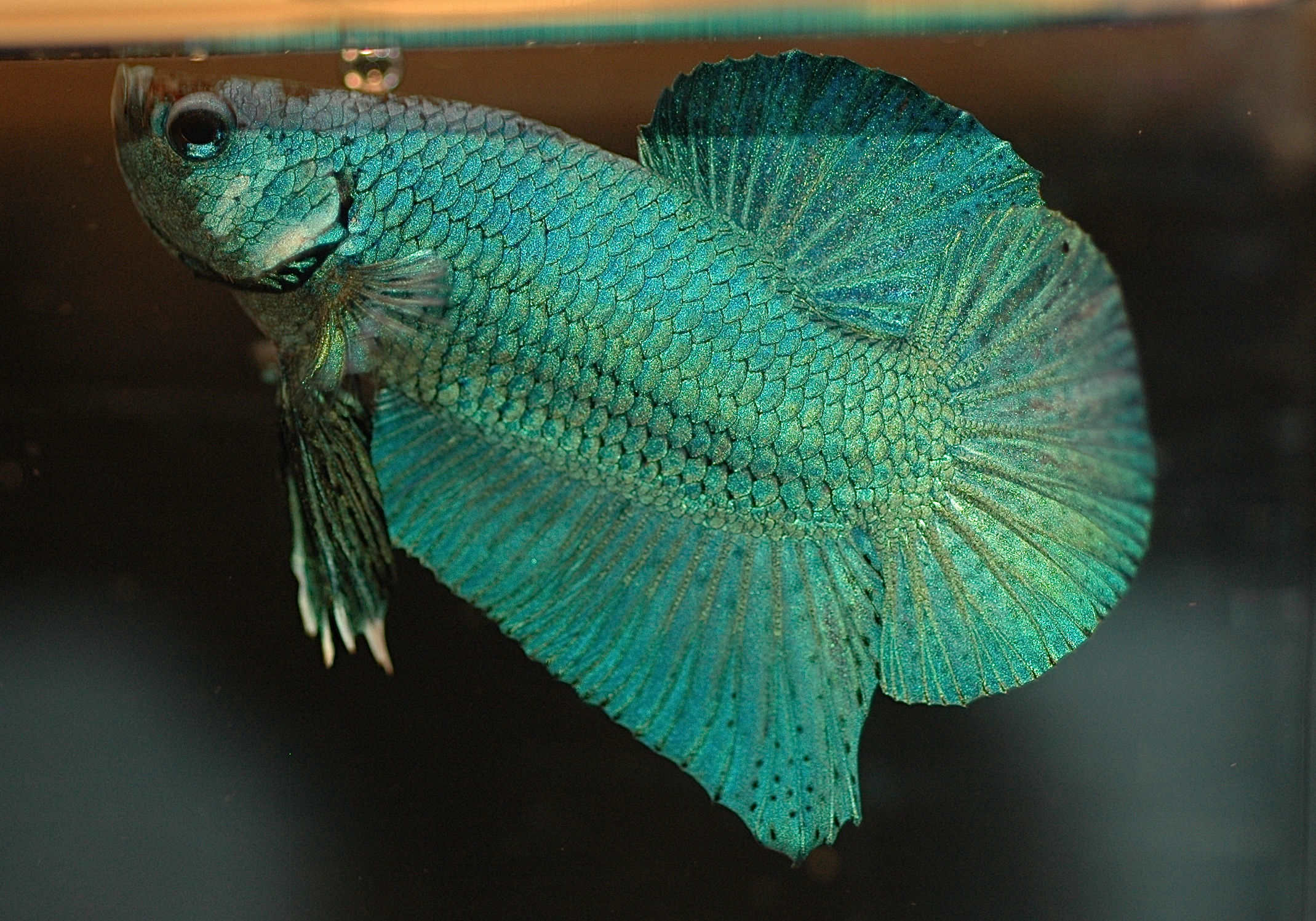
Macle de Betta splendens criat en captivitat.

La seva longitud varia entre 3 i 80 cm. El cos és generalment allargat i lateralment comprimit. Solen tenir les aletes dorsal i anal molt desenvolupades, i la caudal arrodonida. Les escates són ctenoides (excepte en el gènere Sandelia, que posseeix escates cicloídeas). Solen presentar dimorfisme sexual, sent el mascle generalment més vistós que la femella.
La principal peculiaritat anatòmica dels laberíntics és el laberint, òrgan respiratori accessori consistent en un reticle de làmines altament vascularitzades que es troba sota l'opercle. Gràcies a aquesta estructura anatòmica, els laberíntics poden respirar oxigen atmosfèric i viure en aigües estancades pràcticament anòxiques: el peix treu el cap a la superfície, empassa aire i el manté com en una bombolla en la cavitat branquial, una vegada esgotat l'oxigen de la bombolla, la mateixa és alliberada a través de l'opercle per alliberar el diòxid de carboni contingut en ella. El desenvolupament del laberint és variable: en alguns tipus d'aigües amb molt poc oxigen, el laberint es desenvolupa a costa de les brànquies, que són gairebé rudimentàries, fins al punt que el peix pot morir si se li impedeix prendre aire, en altres espècies (ex: Ctenopoma) el laberint està menys desenvolupat.

## Comportament
Els anabàntids tenen un caràcter actiu i en alguns casos agressiu (particularment els del gènere Ctenopoma). Hi pot haver hostilitat entre mascles congèneres (ex. Betta', Macropodus).